# Jan Łasowski
Jan Łasowski (ur. 1917 w Sosnicy, zm. 16 maja 2011 w Crépy-en-Valois) – jeden z dwunastu Polaków, uhonorowanych przez norweskiego króla Haakona VII w 1942 roku najwyższym norweskim odznaczeniem Krigskorset med Sverd.

## Życiorys
Jan Łasowski pochodził z chłopskiej rodziny mieszkającej niedaleko Lwowa. Miał siedem sióstr. W 1936 roku jedna z nich Anna wyjechała do Francji. Rok później Jan Lasowski został powołany do wojska, po przejściu egzaminów sprawnościowych złożył prośbę o odroczenie odbycia służby, która została rozpatrzona pozytywnie i w lecie 1938 roku Lasowski przybył do Meurthe-et-Moselle, gdzie miał pracować w gospodarstwie. 
Po ogłoszeniu mobilizacji Lasowski zgłosił się do francuskiego punktu mobilizacyjnego, jednak nie został przyjęty.  Wkrótce sam udał się do miejsca kompletowania polskiej brygady w Camp de Coëtquidan w Bretanii. Został przydzielony do Brygady Strzelców Podhalańskich. 4 kwietnia 1940 roku w czasie urlopu przed wyjazdem jednostki do Norwegii, ożenił się z Rozalią, z którą poznał się na farmie w Meurthe-et-Moselle.
20 kwietnia 1940 roku jednostka, w której służył Łasowski rozpoczęła podróż do Norwegii. 28 maja w czasie bitwy o Narwik w okolicach Ankenes, w czasie walki wręcz Jan Łasowski został ranny w głowę, tracąc wzrok na całe życie. Po wyjściu ze szpitala w Manchester przebywał w szpitalu dla niewidomych Church Stretton w Birmingham. 
1 października 1943 roku został przyjęty pod opiekę Ministerstwa Pracy i Opieki Społecznej, które pod koniec tego miesiąca zakupiło dla niego maszynę do pisania alfabetem Braille’a. Za życia gen. Sikorskiego był pod jego osobistą opieką. Decyzją Naczelnego Wodza wypłacano 10 £ miesięcznie rodzinie angielskiej, która się nim w sposób niezwykle serdeczny zajęła. 22 listopada 1943 roku Minister Obrony Narodowej generał dywizji Marian Kukiel mianował go w drodze wyjątku z dniem 20 listopada 1943 roku rzeczywistym plutonowym.
Po zakończeniu działań wojennych latem 1945 roku Łasowski powrócił do Francji do żony. We Francji uzyskał status inwalidy wojennego i emeryturę. Otrzymał obywatelstwo francuskie.

## Ordery i odznaczenia
- Krzyż Srebrny Orderu Virtuti Militari nr 8980
- Oficer Orderu Legii Honorowej (Francja, 1991)
- Kawaler Orderu Legii Honorowej (Francja, 1952)
- Krzyż Wojenny nr 99 (Norwegia)
- Medal Obrony 1940–1945 (Norwegia)